# Fantomah
Fantomah es un personaje de cómic estadounidense, más conocida como una de las primeras superheroínas de los cómics. Creada por Fletcher Hanks, el personaje apareció por primera vez en Jungle Comics #2 (fecha de portada: febrero de 1940), publicado por Fiction House. Hanks también es conocido por crear al igualmente extraño Stardust, el Súper Mago.
El personaje precedió a la primera aparición de Mujer Maravilla, y se ha afirmado que es la primera superheroína femenina en los cómics (aunque la superheroína de Centaur Comics, "Magician from Mars", es anterior a Fantomah por dos meses). Un historiador de cómics dice: "Grotesca y tonta a la vez, horrorosa e hilarante, la tira verdaderamente desafía toda descripción".

## Historial de publicación
Fantomah, "La mujer misteriosa de la jungla", es una superheroína de cómic creada por el escritor y artista Fletcher Hanks, bajo el seudónimo de Barclay Flagg. Debutó en una historia de respaldo homónima en Jungle Comics #2 (febrero de 1940), y continuó como personaje de respaldo hasta su aparición final en el número #51 (marzo de 1944). A partir del número 16 (abril de 1941), Hanks fue sucedido por un escritor desconocido bajo el seudónimo de HB Hovious, con arte acreditado tentativamente a Robert Pious. Esta versión de Fantomah abandonó las apariencias de una superheroína y fue retratada como una típica chica de la jungla.
Según la Enciclopedia de Superhéroes de la Edad de Oro de Jess Nevins, Fantomah "lucha contra cazadores de marfil, una serie de científicos locos y dinosaurios alienígenas, un hombre convertido en un demonio de la jungla, la Mujer Tigre de la Montaña Wildmoon, hombres de las cavernas, un científico momia y quintacolumnistas alemanes".
La tercera etapa de la carrera de Fantomah comenzó en Jungle Comics #27 (marzo de 1942) cuando Hovious y el artista George Appel la transformaron en una antigua princesa egipcia, revivida para proteger la jungla. En ese momento, abandonó el subtítulo de "Mujer misteriosa de la jungla" y se convirtió en "Fantomah, hija de los faraones".
Fiction House reimprimió dos historias en Ka'a'nga Comics con otra chica de la jungla, Camilla, reescribiendo las historias y cambiando el nombre del personaje principal a "Fantomah".
Más tarde, Fantastic Adventures #1 de ACE Comics (julio de 1987) y Golden Age Greats #14 de AC Comics (marzo de 1999) y Men of Mystery Comics #85 (abril de 2011) reimprimieron las primeras historias de Fantomah.
Al ser de dominio público, Fantomah ha sido utilizada por varias publicaciones modernas, incluidas apariciones en Hack/Slash: The Series #29-32 (diciembre de 2009 – marzo de 2010) de Devil's Due Publishing, y en el número 5 (junio de 2011) de la serie secuela, titulada simplemente Hack/Slash.
En 2017, la editorial canadiense de cómics Chapterhouse creó una nueva serie de Ray Fawkes y Soo Lee con una premisa diferente.

## Biografía ficticia
La Fantomah original es una mujer misteriosa que protege la jungla con sus muchos poderes sobrenaturales. Ella amaba su selva, su gente y sus animales, y a menudo infligía castigos crueles a cualquiera que amenazara a alguno de ellos. Cuando Fantomah usa sus poderes, su rostro normalmente hermoso se transforma en una calavera azul (aunque su cabello rubio rizado permanece sin cambios).

## Poderes y habilidades
La Fantomah original exhibió una gran cantidad de habilidades mágicas, generalmente según lo requería la trama de la historia. Entre otras cosas, demostró la capacidad de volar, transformar objetos en otros objetos diferentes,  levitar otros objetos,  hacer que los humanos muten en otras formas,  etcétera. Generalmente, cada vez que Fantomah usaba sus poderes, cambiaba su rostro de una mujer humana normal a un rostro de piel azul parecido a una calavera.

## En otros medios

### Serie de TV
Para 2023, se estaba trabajando en una serie de televisión de acción real de Fantomah. El proyecto es una colaboración entre Lev Gleason Studios y Campanario Entertainment.